# 2英里賽跑
2英里賽跑是一個田徑競賽項目，屬於中長跑的一種。
2英里賽跑開始於英格蘭。

## 世界紀錄
- 丹尼爾·科曼(Daniel Komen)－7分58秒61
- 梅塞蕾特·德法尔－8分58秒58

## 外部連結
- 国際田聯（页面存档备份，存于）(IAAF)